# Međureč (Czarnogóra)
Međureč (cyr. Међуреч) – wieś w Czarnogórze, w gminie Ulcinj. W 2003 roku liczyła 9 mieszkańców.